# Рычкова, Наталья Юрьевна
Ната́лья Ю́рьевна Рычко́ва (род. 6 марта 1981, Москва, РСФСР, СССР) — российская актриса театра и кино.

## Биография
Родилась 6 марта 1981 года в Москве. Родители из Омска. Отец — Юрий Рычков (род. 1952), хоккеист, тренер. У матери педагогическое образование.
Окончила актёрский факультет Славянского института (рук. курса народная артистка России — Людмила Иванова).
С 2002 по 2006 год работала в Новом Московском Драматическом Театре. Критики отметили игру Рычковой в спектаклях «Шутники» и «Гамлет» (Офелия).
Популярность в кино пришла после сыгранных ролей Юлианы в сериале «Не родись красивой» и роли Веры Логиновой в сериале «Жаркий лёд».
Супруга главного режиссёра театра «Старый дом» в Новосибирске Антона Фёдорова.

## Творчество

### Роли в театре
Новый драматический театр
- «Эльсинор» (А.Прикотенко) — Офелия
- «Время рожать» (В.Долгачев)
- «Лысая певица» (А.Огарев) — Мэри
- «Шутники» (В.Долгачев) — Анна
- «Реванш королевы» (А. А. Львов-Анохин) — принцесса Изабелла
- «Старый дом» (Е.Ланцов) — Саша Глебова

### Фильмография
- 2005—2006 — Не родись красивой — Юлиана Виноградова
- 2006 — Лифт — Девушка
- 2007 — Русалка
- 2007 — Эра Стрельца — Алёна Завьялова
- 2008 — Жаркий лёд — Вера Логинова
- 2008 — Чемпион — Лиза
- 2008 — Эра Стрельца 2 — Алёна Завьялова
- 2009 — Невеста любой ценой — Ольга
- 2011 — Государственная защита-2 — Аглая, адвокат, дочь Субботы (фильм 3 «Старая гвардия»)
- 2011 — Девичья охота — Людмила Семёнова
- 2011 — Срочно в номер-3 — Померанцева (фильм 12 «Хитрый ход»)
- 2012 — Метод Фрейда — Кристина, любовница Антонова
- 2012 — После школы — Людмила, мама Ярика, риэлтор
- 2012 — Семь Я — Алёна
- 2013 — Бандит — Ира
- 2013 — В зоне риска — Марина Говорнова, майор ФСИН, психолог
- 2013 — Ледников (Фильм № 6 «Змеиное гнездо») — Валерия Варшавина
- 2013—2014 — Женщины на грани — Ольга Воронова
- 2014 — Поиски улик — Нина, бывшая коллега Артёма
- 2014 — Прости меня, мама — Ира, жена Лёхи
- 2015 — Ковчег Марка — Марина
- 2015 — Медсестра — Дарья, жена Стахновского, журналистка
- 2016 — Викинг — жена Свенельда
- 2016 — Райский уголок — Анна Ромашина, жена Ивана
- 2016 — Чистый футбол — мама Ширява
- 2017 — Пурга — Катя, жена Петрова
- 2017—2019 — Три в одном — Инга Хвостикова
- 2018 — Ласточка — Рита Тарасова, жена Андрея
- 2018 — Лес — Катя
- 2020 — Пояс Ориона — Антонина Морозова
- 2020 — Серьга Артемиды — Антонина Морозова
- 2021 — Бессмертные — доктор
- 2022 — Камея из Ватикана — Антонина Морозова
- 2024 — Дядя Леша — Таня